# Папа Адеодат I
Папа Адеодат I (лат. Adeodatus; 8. новембар 618.) је био 68. папа од 19. октобра 615. до 8. новембра 618.